# Йохана Валпургис фон Лайнинген-Вестербург
Йохана Валпургис фон Лайнинген-Вестербург (на немски: Johanna Walpurgis von Leiningen-Westerburg; * 3 юни 1647, Шаумбург ан дер Лан, Долна Саксония; † 4 септември 1687, Даме, Бранденбург) е графиня от Лайнинген-Вестербург и чрез женитба херцогиня на Саксония-Вайсенфелс.

## Живот
Тя е най-голямата дъщеря на граф Георг Вилхелм фон Лайнинген-Вестербург (1619 – 1695)) и съпругата му графиня София Елизабет фон Липе-Детмолд (1626– 1688), дъщеря на граф Симон VII фон Липе и втората му съпруга графиня Мария Магдалена фон Валдек-Вилдунген.
Йохана Валпургис се омъжва на 29 януари 1672 г. в Хале на Заале за херцог Август фон Саксония-Вайсенфелс (* 13 август 1614; † 4 юни 1680, Хале) от рода на Албертинските Ветини, първият херцог на Саксония-Вайсенфелс (1656/57 – 1680), вдовец на Анна Мария фон Мекленбург-Шверин († 11 декември 1669), вторият син на Йохан Георг I (1585 – 1656), курфюрст на Саксония, и втората си съпруга Магдалена Сибила от Прусия (1587 – 1659). Тя е втората му съпруга.
Йохана Валпургис умира на 4 септември 1687 г. на 40 години в Даме в Бранденбург и е погребана при нейния съпруг в църквата на замък Вайсенфелс.

## Деца
Йохана Валпургис и Август фон Саксония-Вайсенфелс имат три деца:
- Фридрих (* 20 ноември 1673, Хале; † 16 април 1715, Даме), херцог на Саксония-Вайсенфелс-Даме, женен на 13 февруари 1711 г. в Даме за Емилия Агнес Ройс фон Шлайц (* 11 август 1667, Шлайц; † 15 октомври 1729, Дрена), няма деца
- Мориц (* 5 януари 1676, Хале; † 12 септември 1695, Унгария), принц на Саксония-Вайсенфелс
- мъртвороден син (*/† 1679)